# Sheila Willcox
Sheila Willcox (12. März 1936 – 9. Juni 2017) war eine in Großbritannien geborene Vielseitigkeitsreiterin, die mehrere nationale und internationale dreitägige Vielseitigkeitsprüfungen gewann, darunter die Badminton Horse Trials und die Europameisterschaften.
Sie gewann Badminton drei Jahre in Folge (1957–1959) und war die erste weibliche Reiterin im Vereinigten Königreich, die internationale Erfolge erzielte.

## Leben
Geboren am 12. März 1936, begann Willcox schon im Kindesalter zu reiten und war im Pony Club aktiv. Ihr erstes dreitägiges Turnier ritt sie 1955 mit ihrem Partner High und Mighty, einer Araber/Pony-Kreuzung, im Alter von achtzehn Jahren. Bei ihrer ersten Badminton-Teilnahme ein Jahr später, erreichte das Paar den zweiten Platz.
1957 gewann Willcox Badminton mit High und Mighty und dominierte den Wettbewerb von Anfang bis Ende. Im nächsten Jahr gewann sie mit High und Mighty erneut den Badminton-Titel, mit einem Vorsprung von 22 Punkten nach der Dressur, der sich bis zum Ende des Turniers auf 47 Punkte vergrößerte.
Willcox nahm auch an den Europameisterschaften 1957 in Kopenhagen mit High und Mighty teil und gewann Mannschaftsgold. Im Einzel gewann sie vor dem Deutschen August Lütke-Westhues ebenfalls die Goldmedaille.
Das Paar war auch bei den Europameisterschaften 1959 erfolgreich und gewann mit der Equipe Gold. Allerdings durften Frauen zu diesem Zeitpunkt nicht am olympischen Vielseitigkeitwettbewerb teilnehmen, sodass sie dort nicht starten konnte. Ihr Erfolgspferd wurde an Ted Marsh verkauft, um mit dem britischen Team starten zu können. Allerdings wurde High and Mighty letztendlich nicht eingesetzt.
Sheila Willcox heiratete, wurde Sheila Waddington, und kehrte 1959 mit ihrem jungen und noch unerfahrenen Pferd Airs and Graces nach Badminton zurück. Sie gewann die Dressur, musste aber aufgrund der Bodenverhältnisse das Gelände langsam angehen. Ein Fehler im Springen ihres Konkurrenten David Somerset ebnete ihr dennoch den Weg zum Sieg. Bis heute ist sie die einzige Reiterin, die drei Jahre in Folge Badminton gewinnen konnte.
1964 gewann sie Little Badminton auf Glenamoy. Willcox nahm viele Jahre erfolgreich an Wettkämpfen teil und gewann acht große Titel in der Vielseitigkeit. Nach einem Sturz 1971 bei den Tidworth Horse Trials war sie jedoch teilweise gelähmt und gab die Vielseitigkeit auf.
In der Folge konzentrierte sie sich auf die Dressur. Auch in diesem Sport war sie erfolgreich und erreichte Grand Prix-Niveau auf Son and Heir. Mary King arbeitete zwei Jahre bei Sheila Willcox und konnte viel von ihr lernen.
Sheila Willcox starb am 9. Juni 2017 im Alter von 81 Jahren.